# حاوي بقرص تحتاني (دير الزور)
حاوي بقرص تحتاني قرية سورية تتبع ناحية مركز الميادين في منطقة الميادين في محافظة دير الزور. بلغ عدد سكانها 1548 نسمة في عام 2004 حسب إحصاء المكتب المركزي للإحصاء.